# NGC 2054
NGC 2054 — группа звёзд в созвездии Орион.
Этот объект входит в число перечисленных в оригинальной редакции «Нового общего каталога».
Состоит из пяти или шести слабых звёзд. Была открыта Джорджем П. Бондом, бывшим директором обсерватории Гарвардского колледжа. Ему объект казался «туманным» (то есть, галактикой или туманностью). Джон Дрейер увидел «туманность» и сказал, что иногда ему кажется, что это маленькое звёздное скопление, но это сомнительно. Позже астрономом Гербертом Хоу были найдены «три маленьких звезды» в том месте